# دراي آيش
دراي آيش هي بلدة ألمانية تتبع أدارياً لمدينة أوفنباخ في محافظة دارمشتات في ولاية هيسن. المدينة جزء من منطقة فرانكفورت راين ماين الحضرية وتقع على بعد حوالي 10 كيلومتر (6.2 ميل) جنوب مدينة فرانكفورت . ويبلغ عدد سكانها حوالي 40000 نسمة.

## جغرافية
تنقسم دراي آيش إلى خمسة حارات٬ شبريندلينغن شمالاً٬ غوتسنهايم٬ دراي آيشهاين٬ بوخشلاك وأوفنتال
يفصل نهر بيبر البلدة عن مدينة ديتسنباخ.

### المجتمعات المجاورة
يحد دراي آيش من الشمال بلدة نوي أيزنبورغ,ومن الشمال الشرقي مدينة أوفنباخ ومن الشرق على مدن هويزنهايم, ديتسنباخ و رودرمارك ومن الجنوب بلدة ميسيل و مدينة دارمشتات ومن الجنوب الغربي على بلدة لانغن. وغربها مباشرة يقع مطار فرانكفورت.

### التقسيمات الإدارية
نشأت البلدة في 1 يناير 1977 في إطار إعادة هيكلة البلديات في مقاطعة أوفنباخ، حيث جمعت خمس مجتمعات كانت حتى ذلك الحين تدير نفسها بنفسها. في وقت الاندماج، كانت أعداد السكان على النحو التالي:
- شبريندلينغن 20.474 ن.
- دراي آيشهاين 8.044 ن.
- بوخشلاك 2.782 ن.
- غوتزينهاين 4.651 ن.
- أوفنتال 5.142 ن.

اليوم، يعيش 41.093 شخصًا في البلدة، حيث لا يُحصي سوى أولئك الذين لديهم مساكنهم الرئيسية في المدينة، على الرغم من أن هذا الرقم يقفز إلى 43742 شخصًا إذا تم حساب الأشخاص الذين لديهم منزل ثان في المدينة. ينتمي السكان هنا إلى 117 دولة مختلف٬ حيث تحتوي المنطقة على أكبر نسبة أجانب في ألمانيا. 

## التاريخ
كانت المنطقة منذ القرن التاسع في العصر الروماني مكاناً مخصصا للصيد٬ حيث كان الإمبراطور يمضي بعض وقته هنا. قام أمير هاغن بتشييد القلعة التي مازالت آثارها قائمة سنة 1075.

### المجلس الاستشاري للأجانب
لدى البلدة Ausländerbeirat - مجلس استشاري للأجانب - يتكون من 15 شخصًا يمثلون جنسيات مختلفة مع أشخاص من تركيا وصربيا وإيطاليا وروسيا. كما هو الحال مع مجلس المدينة نفسه، تعقد جلسة المجلس الاستشاري للأجانب عادةً قبل أسبوعين من جلسة مجلس المدينة.

## معرض الصور

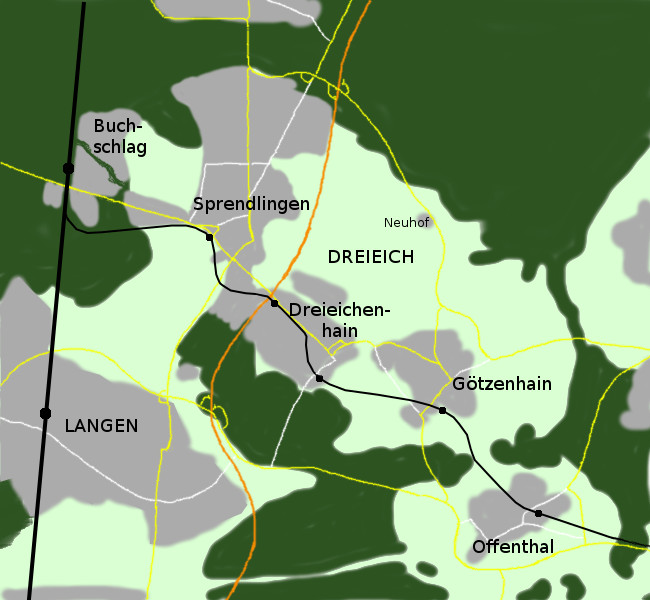
خريطة المدينة
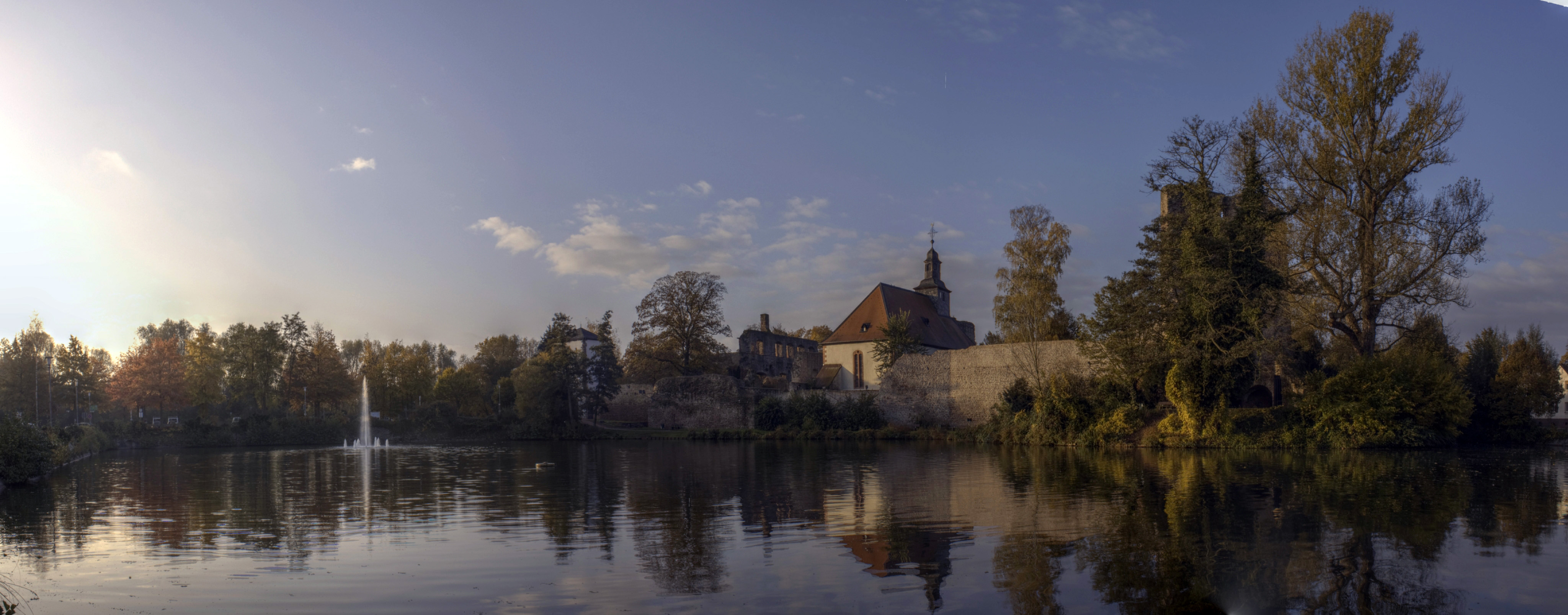
قلعة هاين التاريخية
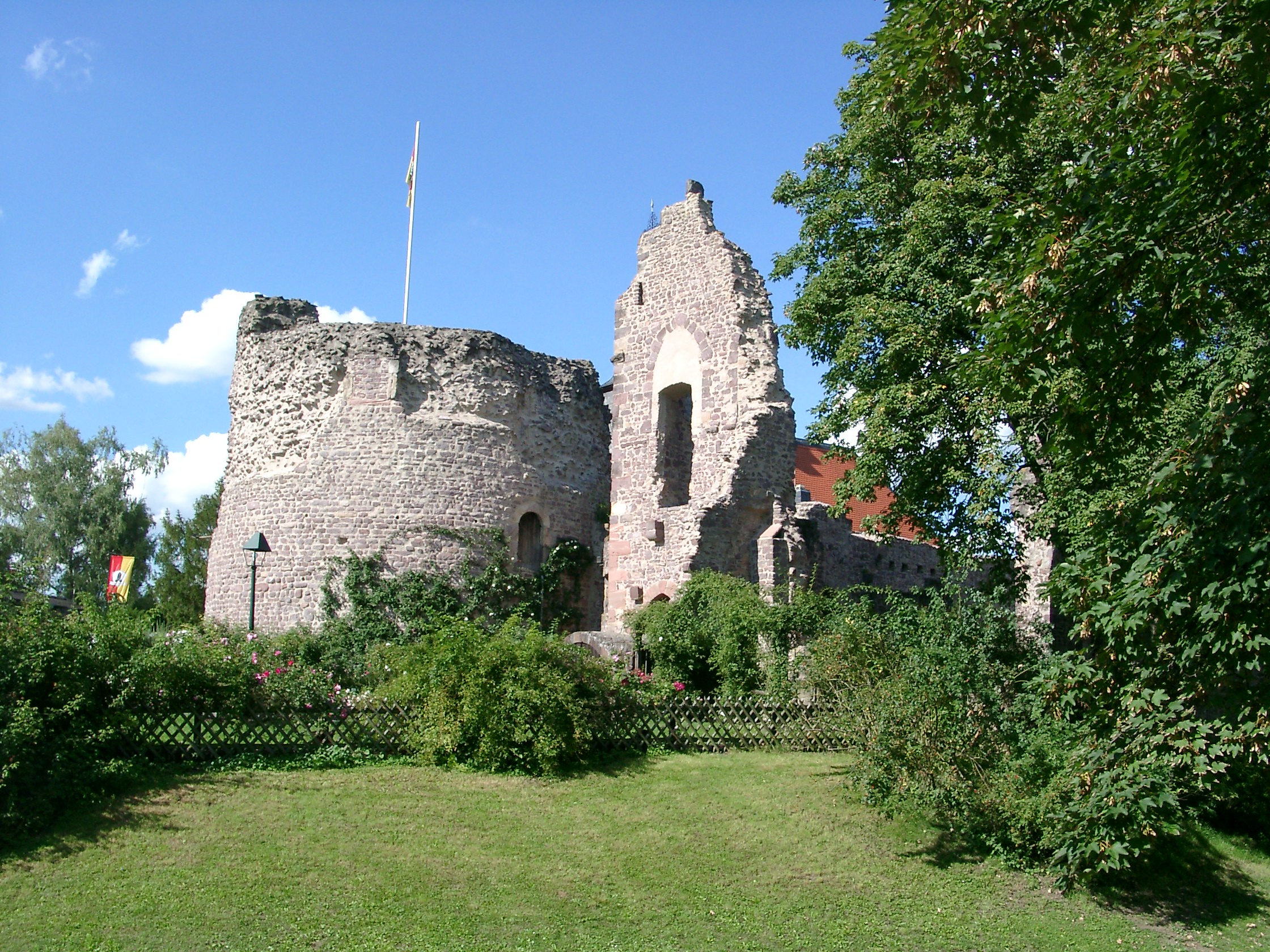
قلعة دراي آيشهاين
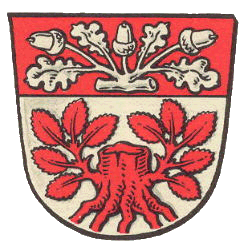
شعار بوخشلاك
شعار دراي آيشهاين
شعار شبريندلينغن

## روابط خارجية
- Dreieich على مشروع الدليل المفتوح (بالألمانية)

- صفحة الويب الرسمية للبلدة (بالألمانية)

- Dreieich-Buchschlag (بالألمانية)

- https://commons.wikimedia.org/wiki/Category:Dreieich?uselang=de